# Sử Việt học đường
Sử Việt học đường là chương trình kịch lịch sử Việt Nam do Nhà hát Kịch Idecaf phối hợp với Nhà Văn hóa Thanh niên Thành phố Hồ Chí Minh thực hiện. Chương trình được chính thức bắt đầu vào năm 2024 với vở diễn đầu tiên về nhân vật Lê Văn Duyệt mang tên Đức Thượng công Tả quân Lê Văn Duyệt – Người mang 9 án tử.
Chương trình được thực hiện nhằm mục đích hướng đến khán giả trẻ, đặc biệt là đối tượng học sinh, sinh viên như một không gian học tập mới của bộ môn lịch sử.

## Diễn viên

### Đang cộng tác
- Đình Toàn
- Thanh Thủy
- NSƯT Đại Nghĩa
- Quang Thảo
- NSƯT Mỹ Duyên
- Hoàng Trinh
- Hồng Ánh
- Phi Nga
- Trịnh Minh Dũng
- Quốc Thịnh
- Hòa Hiệp
- Quốc Tuấn
- Đông Hải
- Kan Lê
- Tâm Anh

## Tác phẩm
| STT | Tựa đề                                                    | Ngày công diễn | Đạo diễn   | Tác giả       | Nhân vật lịch sử |
| --- | --------------------------------------------------------- | -------------- | ---------- | ------------- | ---------------- |
| 1   | Đức Thượng công Tả quân Lê Văn Duyệt – Người mang 9 án tử | 10/04/2024     | Hoàng Duẩn | Phạm Văn Quý  | Lê Văn Duyệt     |
| 2   | Lệ Chi Viên                                               | 01/05/2025     | Quang Thảo | Hoàng Hữu Đản | Nguyễn Trãi      |

Ngoài ra, trước khi chương trình Sử Việt Học Đường, Sân khấu Kịch Idecaf (sau được đổi tên thành Nhà hát Kịch Idecaf) cũng đã tổ chức được nhiều vở diễn dựa trên các nhân vật và sự kiện lịch sử bao gồm:
- Bí mật vườn Lệ Chi (2000) với nhân vật chính là Nguyễn Trãi[3]
- Ngàn năm tình sử (2009) với nhân vật chính là Lý Thường Kiệt[4]
- Vua Thánh triều Lê (2012) với nhân vật chính là Lê Thánh Tông[5]
- Tiên Nga (2017) với nhân vật chính là Nguyễn Đình Chiểu[6]